# Stauros Dīmas
Stauros Dīmas (IPA: [ˈstavɾos ˈðimas]), traslitterato anche come Stavros Dimas (in greco: Σταύρος Δήμας; Atene, 30 aprile 1941) è un politico ed economista greco.
Ha ricoperto dal 2004 al 2010 l'incarico di Commissario europeo per l'Ambiente.

## Biografia
Dimas ha studiato legge ed economia presso l'Università di Atene, proseguendo poi con un master presso l'Università di New York. Nel 1969 ha esordito presso un'azienda statunitense come avvocato, per poi passare, nel 1970, alla Banca Mondiale; nel 1975 è rientrato in Grecia per assumere l'incarico di vice governatore della Banca Greca per lo Sviluppo Industriale.

### Carriera politica
Dal 1977 ha rivestito un ruolo sempre più attivo nella politica greca, all'interno del partito conservatore "Nea Dhimokratia" (Nuova Democrazia); a partire da quest'anno è stato eletto per dieci volte consecutive membro del parlamento ellenico, svolgendo diversi incarichi parlamentari e ministeriali.
- Vice Ministro del Coordinamento Economico (28 novembre 1977-10 maggio 1980)
- Ministro del Commercio (10 maggio-11 ottobre 1980)
- Ministro senza portafoglio (11 ottobre 1980-21 ottobre 1981)
- Capogruppo per il partito Nuova Democrazia (ottobre 1985 - giugno 1989)
- Ministro dell'agricoltura (2 luglio-12 ottobre 1989)
- Ministro dell'agricoltura (23 novembre 1989 - 13 febbraio 1990)
- Ministro dell'Industria, Energia e Tecnologia (11 aprile 1990-29 luglio 1991)
- Segretario generale di Nuova Democrazia (1995-2000)
- Membro anziano del comitato direttivo analisi politica della Nuova Democrazia (2000-2003)
- Capo della delegazione di Nuova Democrazia al Consiglio d'Europa (2000-2004)

#### Commissione Europea
Nel 2004 Dimas ha esordito come membro della Commissione europea in carica, la Commissione Prodi, sostituendo la collega Anna Diamantopoulou, nel marzo 2004, nel ruolo di Commissario europeo per l'Occupazione e gli Affari Sociali. La sua candidatura alla successiva Commissione Barroso, entrata in carica il 22 novembre 2004, è stata confermata dal governo greco dell'epoca; nel nuovo esecutivo europeo a Dimas è stato attribuito il prestigioso portafoglio dell'Ambiente.
Nel corso del proprio discorso di presentazione di fronte al Parlamento Europeo Dimas ha elencato i seguenti punti cardine per la politica ambientale europea nel periodo 2004-2010: i cambiamenti climatici, la biodiversità, la salute pubblica e lo sviluppo sostenibile. Dimas ha inoltre sottolineato l'importanza del Protocollo di Kyōto, del progetto Natura 2000 e della direttiva REACH.

#### Candidatura alla Presidenza della Repubblica
Nel dicembre del 2014, in vista delle elezioni presidenziali greche anticipate di due mesi, è indicato come candidato unico di Nea Democratia (ND) - maggiore partito di centrodestra al governo -  e il Movimento Socialista Panellenico (PASOK) - maggiore partito di centrosinistra nonché alleato - come Presidente della Grecia.
Il 17 dicembre, al primo scrutinio (necessari 2/3 componenti pari a 200 deputati) ottiene 160 voti su 300 totali ottenendo i voti della coalizione di Governo di ND e PASOK a cui si aggiungono 5 indipendenti. 
Il 23 dicembre, al secondo scrutinio (necessari 2/3 componenti pari a 200 deputati) ottiene 168 voti su 300 totali ottenendo i voti della coalizione di Governo di ND e PASOK a cui si aggiungono 13 indipendenti (tra cui 2 deputati appena dimessi da DIMAR e addirittura 2 deputati usciti da Alba Dorata). Nei giorni scorsi il Premier Antōnīs Samaras aveva chiesto alle forze europeiste il sostegno a Dimas promettendo che avrebbe anticipato le elezioni parlamentari previste naturalmente a giugno 2016 alla fine 2015 promettendo di allargare il Governo alle forze pro-euro in primis Sinistra Democratica (DIMAR), piccolo partito di centrosinistra che già faceva parte del Governo e alleato del Pasok e Greci Indipendenti (IG), piccolo partito di destra nato da una scissione di ND i quali hanno ribadito nei loro direttivi tuttavia il voto contrario a Dimas. Forti polemiche provoca la denuncia del deputato di Greci Indipendenti Pavklos Chaikalis che aveva denunciato un tentativo di corruzione e lobbying con promessa di 700.000 euro oltre a 2-3 milioni a un banchiere per non far cadere il Governo avendolo registrato. La Commissione etica del Parlamento ellenico, a maggioranza ND-Pasok, tuttavia decide di archiviare la denuncia, mentre la magistratura greca continua ad indagare.
Il 29 dicembre, al terzo scrutinio (necessari stavolta 3/5 componenti pari a 180 deputati) ottiene sempre 168 voti su 300 totali confermando i voti della coalizione di Governo di ND e PASOK a cui si aggiungono sempre i soliti 13 indipendenti. Prima del voto il partito neonazista Alba Dorata, i cui deputati per la maggior parte sono in carcere per associazione eversiva, aveva addirittura ipotizzato il voto a Dimas provocando forti tensioni nella maggioranza e in Nea Democrazia (il Ministro delle Riforme Kiriakos Mitsotakis, nel caso di voto di un deputato neonazista a Dimas, aveva annunciato la sua astensione e quella di molti parlamentari a lui vicini) fino a che lo stesso Dimas annuncia che nel caso avrebbe rinunciato alla Presidenza. Intanto DIMAR, il piccolo partito di centrosinistra già alleato di Governo di ND-PASOK, a cui Samaras aveva chiesto il supporto, decide, non senza spaccature (2 deputati già si erano dimessi il 23 per sostenere Dimas) di stringere una alleanza elettorale con SYRIZA, participiale partito d'opposizione e anti-austerità, di Tsipras per formare un Governo di coalizione dopo il voto (secondo i sondaggi Syriza vincerebbe ma non avrebbe i numeri per governare per poco).
La Costituzione della Repubblica Ellenica prevede che se il Presidente della Repubblica Ellenica non viene eletto neanche al terzo scrutinio, automaticamente cade il Governo ellenico e il Parlamento ellenico si scioglie dopo 10 giorni per andare ad elezioni anticipate entro 2 mesi. La Grecia è quindi tornata al voto a fine gennaio 2015.